# Xymene traversi
Xymene traversi är en snäckart som först beskrevs av Hutton 1873.  Xymene traversi ingår i släktet Xymene och familjen purpursnäckor. Inga underarter finns listade i Catalogue of Life.